# Immolated
Immolated – pierwszy album polskiej grupy deathmetalowej Dies Irae. Wydawnictwo ukazało się 16 grudnia 2000 roku w Europie i w Stanach Zjednoczonych nakładem wytwórni muzycznej Metal Blade Records. W Polsce materiał wydała firma Metal Mind Productions. Natomiast w Rosji płyta ukazała się dzięki oficynie Фоно (Fono). Nagrania zostały zarejestrowane w olsztyńskim Selani Studio we współpracy z producentem muzycznym Szymonem Czechem. Mastering w częstochowskim Studio 333 wykonał Bartłomiej Kuźniak. Z kolei oprawę graficzną albumu wykonał Jacek Wiśniewski, znany przede wszystkim ze współpracy z zespołem Vader.

## Lista utworów
Opracowano na podstawie materiału źródłowego.
| Nr | Tytuł utworu        | Słowa             | Muzyka                                    | Długość |
| -- | ------------------- | ----------------- | ----------------------------------------- | ------- |
| 1. | „Zohak”             | Łukasz Szurmiński | Maurycy Stefanowicz, Krzysztof Raczkowski | 3:41    |
| 2. | „Message Of Aiwaz”  | Łukasz Szurmiński | Maurycy Stefanowicz                       | 2:53    |
| 3. | „Sirius B”          | Łukasz Szurmiński | Maurycy Stefanowicz                       | 5:03    |
| 4. | „Immolated”         | Łukasz Szurmiński | Maurycy Stefanowicz                       | 2:16    |
| 5. | „The Nameless City” | Łukasz Szurmiński | Maurycy Stefanowicz, Krzysztof Raczkowski | 3:39    |
| 6. | „Bestride Shantak”  | Łukasz Szurmiński | Maurycy Stefanowicz                       | 2:40    |
| 7. | „Turning Point”     | Łukasz Szurmiński | Maurycy Stefanowicz                       | 2:18    |
| 8. | „Hidden Lore”       | Łukasz Szurmiński | Maurycy Stefanowicz                       | 4:03    |
| 9. | „Lion Of Knowledge” | Łukasz Szurmiński | Maurycy Stefanowicz                       | 7:55    |
|    |                     |                   |                                           | 34:28   |

## Twórcy
Opracowano na podstawie materiału źródłowego.
| Zespół Dies Irae w składzie - Marcin "Novy" Nowak - gitara basowa, wokal prowadzący - Maurycy "Mauser" Stefanowicz - gitara rytmiczna, gitara prowadząca - Jacek Hiro - gitara prowadząca - Krzysztof "Doc" Raczkowski - perkusja | Produkcja - Szymon Czech - inżynieria dźwięku, produkcja muzyczna - Bartłomiej Kuźniak - mastering - Jacek Wiśniewski - okładka, oprawa graficzna - Mariusz Kmiołek - zdjęcia |